# Metaplanet
Metaplanet Inc. (japanisch: 株式会社メタプラネット, Kabushiki-gaisha Metapuranetto) ist ein an der Tokioter Börse notiertes japanisches Unternehmen mit Sitz in Tokio. Es wurde ursprünglich als Medien- und Hotelunternehmen gegründet, hat sich jedoch seit 2024 zu einem der weltweit bedeutendsten Bitcoin-Holding-Unternehmen entwickelt.

## Geschichte
Metaplanet Inc. wurde ursprünglich am 13. September 1999 in Japan gegründet, damals unter dem Namen Red Hot Japan, Inc. Das Unternehmen hat seitdem mehrere Umfirmierungen und strategische Neuausrichtungen durchlaufen:
- 2000: Umbenennung in Red Hot Group, Inc.
- 2005: Umbenennung in Green House Co., Ltd.
- 2023: Umbenennung in Metaplanet Inc.

Besitz von Hotels:
Bis etwa 2023 war Metaplanet im Hotel- und Gastgewerbe tätig. Das Unternehmen betrieb kleine bis mittelgroße Hotels in Japan.
Aktuell (Stand 2024/2025) besitzt Metaplanet keine Hotels mehr.
Im Jahr 2024 wurde ein Strategiewechsel bekannt gegeben: Das Unternehmen fokussiert sich seither auf Bitcoin als zentrales Anlageinstrument. Diese Entscheidung wurde vom neuen Management eingeführt, das sich an der Strategie von MicroStrategy (seit 2025 Strategy Inc) orientierte.
Am 28. April 2024 gab Metaplanet den Beginn seiner Bitcoin-Investitionen bekannt. Seither kauft das Unternehmen kontinuierlich BTC mit Eigenmitteln und durch Finanzierung.
Metaplanet verfolgt eine sogenannte „Bitcoin-first“-Strategie. Das Unternehmen investiert einen Großteil seines Kapitals in Bitcoin und betrachtet BTC als langfristige Reservewährung. Im Juli 2025 hielt Metaplanet über 16.352 BTC und positionierte sich damit als eines der führenden nicht-amerikanischen Bitcoin-Unternehmen.
Metaplanet gilt als das „asiatische MicroStrategy“ und erlangte internationale Bekanntheit, insbesondere bei Krypto-Investoren. Analysten sehen in der japanischen Regulierung und Metaplanets transparenter Strategie ein potenzielles Vorbild für Unternehmen im asiatisch-pazifischen Raum.